# Cartaz
El Cartaz (plural cartazes, en portugués) fue una licencia o pase de comercio naval emitido por el imperio portugués en el Océano Índico durante el siglo XVI (alrededor de 1502-1750). Su nombre deriva del término portugués "cartas", que significa cartas. El sistema navicert británico de 1939-1945 compartía similitudes con él.

## Historia
La concesión de licencias a los buques portugueses fue iniciada por el Príncipe Enrique el Navegante en 1443, con el consentimiento del rey y del Papa, cuando decretó un monopolio de la navegación en la costa occidental de África, iniciando una política portuguesa de Mare clausum en el Océano Atlántico.. Los barcos comenzaron a obtener licencias de Portugal, que autorizaba y apoyaba la navegación, a cambio de una parte de los beneficios (normalmente el 20%, "la quinta"), fomentando la inversión en viajes de exploración por parte de portugueses y extranjeros.

## El Cartazes
El sistema de licencias de "cartazes" se creó en 1502 para controlar y hacer cumplir el monopolio comercial portugués en una amplia zona del Océano Índico, aprovechando el comercio local: los cartaz eran emitidos por los portugueses a bajo costo, otorgando a los barcos mercantes protección contra piratas y estados rivales, que entonces abundaban en estos mares. Sin embargo, su objetivo principal era garantizar que los comerciantes pagaran el impuesto en los puestos comerciales portugueses, dirigiéndolos a las feitorias de Goa, Malaca y Ormuz, garantizando su monopolio sobre el comercio de especias y otros productos.
Oficialmente, ningún barco podía navegar en la costa india sin este documento, corriendo el riesgo de perder su cargamento, ser atacado e incluso hundido por los portugueses, principalmente barcos mercantes musulmanes, hindúes y malayos. Cada año, durante el monzón, las flotas portuguesas patrullaban las costas exigiendo este documento. Posteriormente, a medida que los portugueses perdieron influencia, la emisión de cartazes se convirtió en sí misma en una importante fuente de ingresos para la corona.